# Asafiev Glacier
Asafiev Glacier är en glaciär i Antarktis. Den ligger i Västantarktis. Argentina, Chile och Storbritannien gör anspråk på området. Asafiev Glacier ligger 345 meter över havet.
Terrängen runt Asafiev Glacier är platt söderut, men norrut är den kuperad. Trakten är obefolkad. Det finns inga samhällen i närheten.